# Kosten-Nutzen-Analyse
Kosten-Nutzen-Analyse (auch Nutzen-Kosten-Analyse) ist ein Überbegriff für verschiedene Analysen, die Nutzen und Kosten vergleichen. Kosten-Nutzen-Analysen werden in zahlreichen Bereichen der öffentlichen Daseinsvorsorge zur Entscheidungsunterstützung eingesetzt. So verpflichtet in Deutschland etwa § 7 Bundeshaushaltsordnung die öffentlichen Körperschaften dazu, vor einer Ausgabe eine Wirtschaftlichkeitsuntersuchung durchzuführen; Kosten-Nutzen-Analysen sind eine solche Form der Wirtschaftlichkeitsuntersuchung.

## Formen der Kosten-Nutzen-Analyse im weiteren Sinne
Kosten-Nutzen-Analyse in einem sehr weiten Sinn ist eine Klasse von Vorgehen, Entscheidungen anhand ihrer Konsequenzen aus Sicht eines analysierenden Planers, der auch eine staatliche Instanz sein kann, zu bewerten, zu vergleichen und zu treffen. Darin unterscheiden sie sich von alternativen Entscheidungsverfahren, zum Beispiel Abstimmungen, wie sie in der Sozialwahltheorie untersucht werden. Verschiedene spezielle Verfahren können unter die allgemeine Klasse von Kosten-Nutzen-Analyseverfahren gefasst werden:
Kosten-Nutzen-Analysen / Cost-Benefit Analysis (CBA) (im engeren Sinn)
Kosten und Nutzen werden in (abgezinsten) Geldeinheiten gemessen. Eine Projektvariante ist vorteilhaft, wenn das Ergebnis positiv ist; jene Projektvariante ist zu wählen, die entweder das beste Gesamtergebnis erbringt oder die beste Rentabilität der eingesetzten Mittel. Dies ist die klassische Kosten-Nutzen-Analyse.
Kosten-Minimierungs-Studien / Cost-Minimization Studies (CM)
Evaluation der Kosten verschiedener Behandlungsmethoden (im Gesundheitsbereich). Diese werden miteinander verglichen (Kosten-Kosten-Analyse). Günstigste Methode bei gleichem Ergebnis wird gewählt.
Krankheitskostenstudien / Cost-of-Illness Studies (COI)
Volkswirtschaftliche Kosten einer Krankheit, entweder innerhalb eines Jahres (Prävalenzansatz) oder bis ans Lebens- bzw. Krankheitsende (Inzidenzansatz) werden analysiert. Solche Studien sind Teilstudien auf der Kostenseiten im Rahmen einer vollen Nutzen-Kosten-Analyse.
Kosten-Wirksamkeits-Analysen / Cost-Effectiveness Studies (CEA)
Kosten werden in Geldeinheiten gemessen, Nutzen jedoch als Outcomeeinheiten (Anzahl geretteter Lebensjahre, gewonnene Arbeitstage, verbesserte Umweltqualität etc.). Als Ergebnis erhält man einen Quotienten. Diejenige Methode mit dem besten Verhältnis (Ratio) wird gewählt.
Kosten-Nutzwert-Analysen / Cost-Utility Analysis (CUA)
Kann benutzt werden, wenn verschiedene (intangible) Nutzendimensionen (Zeit, Qualität) berücksichtigt werden müssen.

## Die Kosten-Nutzen-Analyse im engeren Sinne
Die Kosten-Nutzen-Analyse ist ein Instrument, um zu bestimmen, ob das Ergebnis (der Nutzen) einer Aktion deren Aufwand (die Kosten) rechtfertigt. Die Kosten-Nutzen-Analyse ist das zentrale Werkzeug der Wohlfahrtsökonomik. Falls Nutzen und Kosten nicht sicher eintreten, werden deren Erwartungswerte ermittelt. Sind Wirkungen in mehr als einer Zeitperiode zu erwarten, werden die Kosten- und Nutzenströme abgezinst um den Netto-Gegenwartswert des Projekts zu bestimmen. Wenn der Nutzen die Kosten übersteigt, ist die Aktion durchzuführen, weil sie eine potentielle Pareto-Verbesserung gegenüber dem Anfangszustand erwirkt. Als Entscheidungskriterium fungiert dabei in der Regel das Kaldor-Hicks-Kriterium.
Der erwartete Nutzen sowie die Kosten werden dabei in Geldeinheiten gemessen, um sie vergleichbar zu machen. Probleme entstehen dabei vor allem bei der Bewertung von nicht am Markt gehandelten Gütern (Menschenleben, Zeit, viele Umweltgüter etc.) sowie bei schwierig zu quantifizierenden qualitativen Nutzen (Image, Kundenzufriedenheit, Qualität, Mitarbeiterzufriedenheit, Klimaschutz etc.).

## Verwendung der Kosten-Nutzen-Analyse in der VWL
In der Volkswirtschaftslehre wird die Kosten-Nutzen-Analyse als Evaluationsinstrument für staatliche Eingriffe in den Markt benutzt. Da alle staatlichen Interventionen sich wohlfahrtstheoretisch begründen, müssen sie sich durch einen Wohlfahrtsgewinn rechtfertigen. In der gängigen (utilitaristischen) Auffassung bedeutet ein Wohlfahrtsgewinn, dass der Nutzen einer Intervention des Staates die Kosten überwiegt, diese also kompensieren könnte (potentielle Pareto-Verbesserung). Dies muss jedoch nicht tatsächlich geschehen.
Konkret untersucht die Kosten-Nutzen-Analyse staatliche Vorhaben und evaluiert die Kosten sowie den Nutzen in Geldeinheiten, die dann voneinander subtrahiert werden. Wenn dabei ein Nutzenüberschuss resultiert, erfüllt das staatliche Vorhaben die Anforderungen der utilitaristischen Wohlfahrtstheorie und sollte demnach durchgeführt werden. Andernfalls soll das Vorhaben unterbleiben.

### Kritik an der Kosten-Nutzen-Analyse in der VWL
Nicht immer lässt sich allerdings der Nutzen eines Vorhabens in Geldeinheiten ausdrücken. Nutzen kann auch nicht-monetär vorliegen, z. B. in sozio-ökonomischem oder sozio-ökologischem Nutzen. Für die Analyse wird dann häufig ein Schattenpreis des Effekts eingesetzt, der auf verschiedene Weise angesetzt wird, wobei die Methoden jeweils auch z. T. stark kritisiert werden.
Ein weiteres Problem ist, dass die Kosten-Nutzen-Analyse den Verteilungsaspekt a priori ignoriert. Sie stellt auf Marktpreisen oder, wenn nicht vorhanden, implizierten Marktpreisen (Nutzenschätzwerten) ab. Verteilungsaspekte müssen explizit, wertend, eingebracht, berücksichtigt werden. In den letzten Jahren hat die Volkswirtschaft eine Reihe von Methoden zur besseren Berücksichtigung von Ungleichheit in Kosten-Nutzen-Analysen mit sogenannten Verteilungsgewichten (engl. distributional weights) oder Ungleichheitskorrekturfaktoren (engl. direct inequality adjustment factors) entwickelt.
Felix Ekardt und Bettina Hennig formulieren weitere Kritikpunkte an ökonomischen Bewertungen wie der Kosten-Nutzen-Analyse. Unter anderem zweifeln sie ihre Kompatibilität mit dem Rechtssystem sowie generell die implizit hinter dem ökonomischen Ansatz stehende Erkenntnistheorie an. Ferner verweisen sie darauf, dass Prognoseunsicherheiten die Berechnungen von Kosten und Nutzen in allen komplexeren Fällen weitgehend vereiteln.

## Verwendung der Kosten-Nutzen-Analyse in der BWL
In der Betriebswirtschaftslehre wird die Kosten-Nutzen-Analyse insbesondere für Schätzungen genutzt, auf deren Basis die Personal- und Ressourcenplanung sowie Angebotspreise kalkuliert werden können. Gleichzeitig dienen die Analysewerte zur Kontrolle, um rechtzeitig Planabweichungen zu erkennen. Im Rahmen von Projekten kann die Kosten-Nutzen-Analyse Entscheidungs- und Argumentationshilfen geben. Hier geht es darum, ob ein intendiertes Projekt an sich realisiert werden kann oder sollte, mit welchen Mitteln beziehungsweise Methoden und welche Alternativen durchgeführt werden sollen. So sind die variablen Kosten der Arbeit im Verhältnis zu den fixen Kosten der bereitzustellenden Maschinen entscheidende Kalkulationsgrößen für betriebswirtschaftliche Planungen und Investitionen.
Ein Praxisbeispiel ist die Umstellung in einem Unternehmen von einem Betriebssystem auf ein anderes. Auf der Kostenseite fallen Kosten zur Schulung der Mitarbeiter an sowie Kosten für zusätzliche Stunden, um Daten zu portieren. Als Nutzen sind Kosteneinsparungen für Lizenzgebühren und Administratorenstunden gegenzurechnen.

## Kosten-Nutzen-Analyse und Klimapolitik
Es ist auch versucht worden, Maßnahmen für den Klimaschutz mit einer Kosten-Nutzen-Analyse zu bewerten. Wenn man davon ausgeht, dass unsere Erde noch mindestens 10'000 Jahre von Menschen bewohnt sein wird, und dass der Nutzen aller heute und künftig lebenden Menschen sich zu einem Gesamtnutzen addieren lässt, dann ist es eigentlich klar, dass keine Maßnahme, die künftige katastrophale Wetterereignisse, Hungersnöte und Überschwemmungen verhindert, für unsere Überflussgesellschaft zu teuer sein kann. Aber viele Ökonomen haben argumentiert, dass künftige Schäden „diskontiert“ werden können. Bei einer Diskontrate von 2 % wäre dann ein Schaden, der in 35 Jahren eintritt, nur halb so groß wie der gleiche Schaden in der Gegenwart. Die Summe aller Schäden in 35, 70, 105 … Jahren würde nicht ins Unendliche streben, sondern würde endlich bleiben. Weil Nicholas Stern die Diskontrate tiefer als üblich angesetzt hat, kam er zu dem Schluss, dass die Kosten-Nutzen-Analyse klar für frühzeitige, umfangreiche Maßnahmen gegen den Klimawandel spricht.
Einige neoklassische Ökonomen haben ihm vorbehaltlos zugestimmt, andere haben ihm heftig widersprochen. Der Stern-Report bringt insofern einen Fortschritt, als er klar sagt, dass die Ausdehnung der Theorie der Zeitpräferenz vom individuellen Leben auf die Generationenfolge mit ethischen Grundsätzen nicht vereinbar ist. Er will zwar jeder künftigen Generation einen gleich hohen Nutzen garantieren wie der gegenwärtigen, aber nur wenn sie existiert. Für die Wahrscheinlichkeit des Aussterbens der Menschheit nimmt er willkürlich einen Wert an, nämlich 0,1 % pro Jahr. Stern glaubt, mit dieser Annahme die Diskontierung auf eine solide ethische Grundlage gestellt zu haben. Er schreibt: „Den Nutzen der künftigen Generationen geringer zu bewerten, kann ethisch einwandfrei nur begründet werden, wenn die Existenz jener Generationen ungewiss ist“. Aber wenn man genauer hinsieht, dann wird auch dieser Ansatz ethisch fragwürdig. Denn auch hierbei will die gegenwärtige Generation einen Vorteil daraus ziehen, dass sie früher da ist. Das Unrecht, das wir den künftigen Generationen antun, wird nun damit entschuldigt, dass die Existenz dieser Generationen nicht hundertprozentig sicher ist.
In einer Arbeitsgruppe des IPCC (Intergovernmental Panel on Climate Change) konnte in der Frage, ob eine Kosten-Nutzen-Analyse des globalen Klimawandels überhaupt möglich ist, keine Einigung erzielt werden. In der Debatte zeichneten sich drei Hauptlinien ab: die beiden ersten Linien stimmen darin überein, dass sie an der Kosten-Nutzen-Analyse mit Diskontierung festhalten. Sie unterscheiden sich aber in der Höhe der angenommenen Diskontrate. Die dritte Linie geht aus von der Unmöglichkeit einer realistischen Nutzenrechnung für die Zukunft und schlägt vor, zuerst ein langfristiges Klimaziel zu setzen, z. B. die Stabilisierung des CO2-Gehaltes der Atmosphäre auf einem bestimmten Niveau, und dann den Weg zu diesem Ziel zu optimieren.